# Laodicé A
Pour les articles homonymes, voir Laodicé.
Titre
Reine Séleucide
Laodicé (en grec moderne : Λαοδίκη), également connue sous le nom de Laodicé A, est une reine hellénistique appartenant à la dynastie des Séleucides.

## Biographie
Laodicé est la fille d’Antiochos II Théos et de Laodicé Ire, et la sœur de Séleucos II Kallinikos.

## Famille

### Mariage et enfants
Elle épouse le roi du Pont Mithridate II, avec qui elle eut :
- Mithridate III ;
- Laodicé III, qui devient la femme de son cousin Antiochos III Mégas ;
- Laodicé (dite Laodicé B par les généalogistes), qui épouse Achaïos II.